# Wolfgang Leesch
Wolfgang Leesch (* 7. Juni 1913 in Königshütte, Oberschlesien; † 9. März 2006 in Münster) war ein deutscher Historiker und Archivar.

## Leben
Leesch studierte Geschichte, Germanistik und Anglistik an den Universitäten Breslau und Berlin. 1937 promovierte er an der Universität Breslau mit einer Arbeit über die Geschichte des Deutschkatholizismus in Schlesien im 19. Jahrhundert. Von 1937 bis 1939 besuchte er den Archivarslehrgang am Institut für Archivwissenschaft in Berlin-Dahlem.
Seine archivarische Laufbahn begann er 1939 als Archivassessor am Reichsarchiv in Potsdam, wo er bis 1945 wirkte. Nach dem Krieg unternahm er in der Bundesrepublik einen beruflichen Neuanfang, indem er 1946 zur Archivberatungsstelle Westfalen nach Münster ging. Dort war er insgesamt elf Jahre tätig. 1957 wechselte er zum Staatsarchiv Münster, wo er 1978 in den Ruhestand verabschiedet wurde.
Im Jahr 1966 wurde Leesch zum ordentlichen Mitglied der Historischen Kommission für Westfalen gewählt.

## Schriften
- Die Geschichte des Deutschkatholizismus in Schlesien (1844–1853) unter besonderer Berücksichtigung seiner politischen Haltung. Breslau 1938.
- Adolf Brenneke: Archivkunde. Ein Beitrag zur Theorie und Geschichte des europäischen Archivwesens. Bearb. nach Vorlesungsnachschriften und Nachlasspapieren und ergänzt. Mit einer Photographie und einem Lebensbild Adolf Brennekes. Zentralantiquariat der DDR, Leipzig 1953.
- mit Ernest Persoons, Anton G. Weiler (Hrsg.): Monasticon Fratrum Vitae Communis, Band 2: Deutschland, Archives et Bibliothèques de Belgique, Brüssel 1979 (= Archives et Bibliothèques de Belgique / Archief- en Bibliotheekwezen in Belgie, Extranummer 19).
- Geschichte der Steuerverfassung und -verwaltung in Westfalen seit 1815. Bonifatius-Druckerei, Paderborn 1985.
- Die deutschen Archivare 1500–1945. Band 1: Verzeichnis nach ihren Wirkungsstätten. Saur, München u. a. 1985, ISBN 3-598-10530-4; Bd. 2: Biographisches Lexikon. Saur, München u. a. 1992, ISBN 3-598-10605-X.
- Verwaltung in Westfalen. 1815–1945. Organisation und Zuständigkeit. Aschendorff, Münster 1992.